# Socialgruppemodellen
 Denne artikel omhandler socialgruppemodellen generelt. For Kaare Svalastogas bog, se Social rang og mobilitet.
|  | For alternative stratifikationsmodeller se også klassebegrebet og Max Webers stratifikationsmodel. |
Socialgruppemodellen er et dansk forsøg på at beskrive et samfunds stratifikation. Modellen bygger på en antagelse om, at der findes en række socialgrupper, som er hierarkisk placeret over hinanden.:54  Den første socialgruppemodel blev defineret af den dansk-norske sociolog Kaare Svalastoga i 1961, og den blev senere modificeret af Socialforskningsinstituttet. Socialgrupperne blev imidlertid kritiseret i slutningen af 1960'erne og frem, og stratifikationsanalyser benytter i dag sjældent socialgruppebegrebet.:89 
Socialgruppe-begrebet er tog med Svalatogas definition udgangspunkt i et funktionalistisk samfundssyn,:54  men det er tæt beslægtet med klassebegrebet, som det findes hos Karl Marx, og Max Webers klasse-, stand- og parti-begreber.

## Den første socialgruppemodel
Socialgruppebegrebet har rødder i efterkrigstidens samfund, hvor den kvantitative metode vandt indpas i den sociologiske forskning.:339-340  På daværende tidspunkt var Kaare Svalastoga professor i sociologi ved Sociologisk Institut på Københavns Universitet, hvor han bedrev positivistisk, strukturfunktionalistisk forskning. I 1954 gennemførte han en stort anlagt, international undersøgelse med en dansk del med henblik på at kortlægge den sociale stratifikation i de moderne vestlige samfund. Da undersøgelsen tog udgangspunkt i strukturfunktionalismen, antog Svalastoga, at samfundet er differentieret på baggrund af funktioner, og mennesker søger mod forskellige funktioner alt efter hvilke kompetencer, de har.:60-61  Denne selektionsproces sker på baggrund af et system af "sociale belønninger og straffe,":11-12  hvor prestige er et centralt element. Baggrunden var således, at de mest kvalificerede mennesker søger mod de mest prestigefyldte poster og erhverv, og ifølge Svalastoga var det derfor gavnligt at kortlægge netop den hierarkiske fordeling af prestige.
Konkret blev undersøgelsen foretaget som en survey blandt 3000 danskere. En del af spørgeskemaet bestod i, at få deltagerne til at rangere 75 stillingsbetegnelser efter deres implicitte prestige. Efterfølgende undersøgte Svalastoga sammenhængen mellem stillingernes anseelse og en række baggrundsvariable. Konklusionen blev, at især arbejdsstilling, uddannelse og antal underordnede, som ifølge Svalastoga bedst forklarede prestigeniveauet, og på baggrund af dette konstruerede Svalastoga ni trin, hvorunder alle tilknytninger til arbejdsmarkedet kan placeres på baggrund af arbejdsstilling.:60 

### De ni socialgrupper
Modellens ni trin blev inddelt i tre hovedkategorier: Overklasse, middelklasse og arbejderklasse. Herunder er der tre trin for hver overkategori: Højere, mellemste og lavere. Dette betyder, at den endelige stratifikation falder inden for følgende ni trin::64-67 
1. Højere overklasse: Kongehusets medlemmer
2. Mellemste overklasse: Statsministre, ambassadører, biskopper og departementschefer
3. Lavere overklasse: Stillinger med over 100 ansatte samt funktionærer og embedsmænd med særlig uddannelse fx professorer
4. Højere middelklasse: Selvstændige med 25-100 ansatte, embedsmænd med akademisk uddannelse
5. Mellemste middelklasse: Selvstændige med 5-25 ansatte, funtionærer med 10-50 underordnede og/eller med studentereksamen
6. Lavere middelklasse: Selvstændige med 1-5 ansatte samt funktionærer med 9-10 års skolegang
7. Højere arbejderklasse: Selvstændige uden ansatte samt faglærte arbejdere
8. Mellemste arbejderklasse: Ufaglærte samt mindre selvstændige såsom skopudsere og gadesælgere
9. Lavere arbejderklasse: F.eks. sexarbejdere, vagabonder, vaneforbrydere, langvarigt forsorgsunderstøttede

### Kritik af den funktionalistiske socialgruppemodel
Modellen har imidlertid mødt kritik på en række fronter. Blandet andet af de årsager er Svalatogas stratifikationstrin ikke blevet anvendt af andre sociologer i fremtidig forskning.:55 
For det første er det ikke muligt med det metodologiske og metodiske udgansgpunkt at påvise, om det rent faktisk er ulighed i prestige mellem forskellige stillinger, da det antages, at dette netop finder sted. Surveyens respondenter måtte rangere stillingerne efter hinanden, og det var ikke muligt at mene, at de var ligestillede, og undersøgelsen måtte således nødvendigvis finde, at der var en stratificeret fordeling af prestige.
For det andet kan det være svært at forestille sig, at stillinger med en lavere grad af prestige er mindre nødvendige for samfundets overlevelse. Da undersøgelsen tager udgangspunkt i strukturfunktionalismen, mente Svalastoga, at stillinger med høj prestige tiltrak højkompetente mennesker, og dette var en både naturlig og ønskværdig selektionsproces, da de vigtigste poster derfor blev besat af mennesker med de nødvendige kvalifikationer. Svalastoga er imidlertid blevet kritiseret for ikke at kunne forklare, hvorfor den funktion, en biskop udfører, er mere nødvendig for samfundet end den funktion, en gadesælger udfører.:61 
For det tredje mødte modellen og dens præmisser kritik fra den marxistiske forskningstradition, hvor klassekamp og -konflikt er set som den afgørende akse i samfundets stratifikation, struktur og udvikling. Svalatogas undersøgelsesdesign undersøgte den sociale konsensus, der er om sammenhængen mellem stilling og prestige, hvilket implicerer, at konflikt ikke er tilstede; tvært imod antages det, at mennesker accepterer forskellen i prestige, siden der er enighed om fordelingen af anseelse. Derudover grupperer Svalastoga mennesker fra de to klasser, der ifølge marxismen er på spil i det kapitalistiske samfund: Bourgeoisiet og proletariatet.:58  I den lavere middelklasse sidestiller han eksempelvis en selvstændig med ansatte, dvs. en kapitalist, med en funktionær, dvs. en lønarbejder.

## Den anden socialgruppemodel
Selvom Kaare Svalastogas første socialgruppemodel og dens ni trin ikke vandt indpas i den videre sociologiske forskning, fik modellen alligevel betydning, da Socialforskningsinstituttet gik videre med en bearbejdet version af modellen.:61-62  I den genbearbejdede model tager man ikke længere udgangspunkt i, at social ulighed er en nødvendighed og naturligt for et samfund. Ikke desto mindre accepterede man, at modellens trin i nogen grad kunne repræsentere den sociale ulighed i Danmark, ligesom at man fastholdt uddannelse og antallet af underordnede som objektive forhold, hvorudfra den sociale stratifikation kan udledes.:55-56 I den anden socialgruppemodel er det imidlertid ikke udelukkende prestige, der er omdrejningspunktet for opdelingen. Stilling, uddannelse og antallet af underordnede ses også som udtryk for graden af kontrol over eget og andres arbejde, da dette både kan opnås ved at have ejendomsret over produktionsmidler, at udøve lederskab i en organisation og med langvarig erhvervsuddannelse.:61 

### Grupperne
Da Socialforskningsinstituttet tilpasser Svalastogas model, ender man med en simplificeret version, der består af 5 trin. Modellen har under socialgrupperne en række kategorier, som man tildeles, hvis man lever op til ét af underkategoriernes kriterier. Ejer man eksempelvis en virksomhed i en by med 25 ansatte falder man i kategorien "Selvstændige i byerhverv med 21 ansatte eller derover", og tilhører derfor kategorien "Store selvstændige" og således også socialgruppe I.
| Socialgruppe | Kategori                         | Andel af befolkningen | Underkategori                                                    |
| ------------ | -------------------------------- | --------------------- | ---------------------------------------------------------------- |
| I            | Store selvstændige               | 2 %                   | Selvstændige i byerhverv med lang, videregående uddannelse       |
| I            | Store selvstændige               | 2 %                   | Selvstændige i byerhverv med 21 ansatte eller derover            |
| I            | Store selvstændige               | 2 %                   | Godsejere                                                        |
| I            | Top-funktionærer                 | 6 %                   | Funktionærer med lang, videregående uddannelse                   |
| I            | Top-funktionærer                 | 6 %                   | Funktionærer med 51 underordnede eller derover                   |
| II           | Større selvstændige              | 2 %                   | Selvstændige i byerhverv med mellemlang, videregående uddannelse |
| II           | Større selvstændige              | 2 %                   | Selvstændige i byerhverv med 6-12 ansatte                        |
| II           | Højere funktionærer              | 12 %                  | Funktionærer med mellemlang, videregående uddannelse             |
| II           | Højere funktionærer              | 12 %                  | Funktionærer med 11-50 underordnede                              |
| III          | Mindre selvstændige i byerhverv  | 9 %                   | Selvstændige med 0-5 ansatte                                     |
| III          | Mindre selvstændige i landbrug   | 6 %                   | Gårdejere                                                        |
| III          | Mellemfunktionærer               | 12 %                  | Funktionærer med 1-10 underordnede                               |
| IV           | Husmænd                          | 1 %                   |                                                                  |
| IV           | Underordnede funktionærer        | 20 %                  | Funktionærer med 0 underordnede                                  |
| IV           | Faglærte arbejdere               | 11 %                  |                                                                  |
| V            | Ikke-faglærte arbejdere          | 17 %                  |                                                                  |
| V            | Uden for socialgruppeinddelingen | 2 %                   | De der ikke har og aldrig har haft arbejde                       |
| 1.           |                                  |                       |                                                                  |

### Brugen af modellen
Modellen var udgangspunktet for SFI's levekårsundersøgelser fra 1976, 1986 og 2000, ligesom modellen er senere blevet brugt uden for SFI's egne undersøgelser. Man er imidlertid holdt op med at bruge modellens fem definerede trin til at forstå samfundets stratifikation, da ændringer i andelene mellem trinene ikke nødvendigvis afspejler ændringer i levekår, som den blev udviklet til at kortlægge, men derimod ændringer i arbejdsmarkedets struktur og befolkningens uddannelsesgrad.:115  Der er eksempelvis sket et fald i antallet af mindre selvstændigt erhvervsdrivende herunder i landbruget blandt andet på grund af teknologiske fremskridt, der gør, at der er brug for færre mennesker, og at flere søger mod videregående uddannelse. Det betød ifølge SFI, at man ikke længere havde noget "tidssvarende bud på hvordan befolkningens fordeling på socialgrupper bør se ud".
Selvom Socialforskningsinstituttet stoppede med at benytte socialgruppemodellen har denne også affødt nyere stratifikationsmodeller, der i høj grad ligner. Arbejderbevægelsens Erhvervsråd har eksempelvis defineret en model med fem grupper, der er inspireret af SFI's anden socialgruppemodel.:93  I denne model kaldes grupperne imidlertid for klasser, men det er ifølge sociolog Carsten Strøby Jensen til diskussion hvorvidt dette blot er en sproglig pointering.:115  Også Kaare Svalatogas ni stratifikatoriske trin var fordelt på klasser - overklasse, middelklasse og arbejderklasse - men i den tredje model indgår også en underklasse, der består af mennesker uden for arbejdsmarkedet og på overførselsindkomst. På den måde forsøger denne model at indfange et mere fyldestgørende tværsnit af den sociale lagdeling, i og med man ikke udelukker mennesker uden for arbejdsmarkedet eller blot tildeler dem samme klasse som en eventuelt arbejde ægtefælle, som Socialforskningsinstituttet gjorde.:57 
| Klasse (socialgruppe) | Definition | Andel af befolkningen | Underkategorier |
| --------------------- | --- | --------------------- | --- |
| Overklassen           | Mennesker med indkomst 3 gange over medianindkomsten. Personer uden videregående uddannelse er dog undtaget, medmindre de er selvstændige eller topledere.        | 1,5 %                 | Selvstændige med indkomst over 3 gange medianindkomsten                                                                         |
| Overklassen           | Mennesker med indkomst 3 gange over medianindkomsten. Personer uden videregående uddannelse er dog undtaget, medmindre de er selvstændige eller topledere.        | 1,5 %                 | Topledere med indkomst over 3 gange medianindkomsten                                                                            |
| Overklassen           | Mennesker med indkomst 3 gange over medianindkomsten. Personer uden videregående uddannelse er dog undtaget, medmindre de er selvstændige eller topledere.        | 1,5 %                 | Andre personer med kort, mellemlang eller lang videregående uddannelse med indkomst over 3 gange medianindkomsten               |
| Højere middelklasse   | Mennesker med indkomst mellem 2 og 3 gange medianindkomsten. Personer uden videregående uddannelse er dog undtaget, medmindre de er selvstændige eller topledere. | 9,9 %                 | Selvstændige med indkomst i intervallet 2-3 gange medianindkomsten                                                              |
| Højere middelklasse   | Mennesker med indkomst mellem 2 og 3 gange medianindkomsten. Personer uden videregående uddannelse er dog undtaget, medmindre de er selvstændige eller topledere. | 9,9 %                 | Lønmodtagere med ledelsesansvar med indkomst i intervallet 2-3 gange medianindkomsten                                           |
| Højere middelklasse   | Mennesker med indkomst mellem 2 og 3 gange medianindkomsten. Personer uden videregående uddannelse er dog undtaget, medmindre de er selvstændige eller topledere. | 9,9 %                 | Andre personer med kort, mellemlang eller lang videregående uddannelse med indkomst i intervallet 2-3 gange medianindkomsten    |
| Højere middelklasse   | Mennesker med indkomst mellem 2 og 3 gange medianindkomsten. Personer uden videregående uddannelse er dog undtaget, medmindre de er selvstændige eller topledere. | 9,9 %                 | Øvrige personer med en lang videregående uddannelse uanset indkomst                                                             |
| Middelklassen         | Mennesker med indkomst under 2 gange medianindkomsten. Personer uden videregående uddannelse er dog undtaget, medmindre de er selvstændige eller har lederansvar. | 23,2 %                | Selvstændige med indkomst under det dobbelte af medianindkomsten                                                                |
| Middelklassen         | Mennesker med indkomst under 2 gange medianindkomsten. Personer uden videregående uddannelse er dog undtaget, medmindre de er selvstændige eller har lederansvar. | 23,2 %                | Lønmodtagere med ledelsesansvar med indkomst under det dobbelte af medianindkomsten                                             |
| Middelklassen         | Mennesker med indkomst under 2 gange medianindkomsten. Personer uden videregående uddannelse er dog undtaget, medmindre de er selvstændige eller har lederansvar. | 23,2 %                | Andre personer, som har en kort eller mellemlang videregående uddannelse med en indkomst under det dobbelte af medianindkomsten |
| Arbejderklasssen      | Mennesker med faglært uddannelse, en gymnasial uddannelse og ufaglærte.                                                                                           | 44,6 %                | Personer med erhvervsfaglig uddannelse, som ikke er i en af de øvre klasser                                                     |
| Arbejderklasssen      | Mennesker med faglært uddannelse, en gymnasial uddannelse og ufaglærte.                                                                                           | 44,6 %                | Personer med gymnasial uddannelse, som ikke er i en af de øvre klasser                                                          |
| Arbejderklasssen      | Mennesker med faglært uddannelse, en gymnasial uddannelse og ufaglærte.                                                                                           | 44,6 %                | Ufaglærte, som ikke indgår i en af de øvre klasser                                                                              |
| Underklassen          | Personer, der var i beskæftigelse mindre end 20 % af året. Selvstændige er undtaget.                                                                              | 20,8 %                | |
| 1. 2.                 | |                       | |